# بيت بيرن
بيت بيرن (بالإنجليزية: Pete Byrne)‏ هو موسيقي بريطاني، ولد في 9 يونيو 1954 في باث في المملكة المتحدة.

## وصلات خارجية
- بيت بيرن على موقع ميوزك برينز (الإنجليزية)
- بيت بيرن على موقع ديسكوغز (الإنجليزية)
- بيت بيرن على موقع ديسكوغز (الإنجليزية)